# 克里斯托夫·奧爾森
马茨·克里斯托夫·奥尔松（瑞典語：Mats Kristoffer Olsson；1995年6月30日—）是一位瑞典足球運動員。在場上的位置是中場。現效力於丹麥足球超級聯賽球隊中日德兰。他也代表瑞典國家足球隊參賽。

## 外部連結
- Soccerway資料庫：克里斯托夫·奧爾森